# Tuần lộc Bắc Cực
Tuần lộc Bắc Cực hay còn gọi là tuần lộc Peary (Danh pháp khoa học: Rangifer tarandus pearyi) là một phân loài của loài tuần lộc được tìm thấy trong các đảo ở vùng Bắc Cực của Nunavut và Tây Bắc vùng lãnh thổ Canada. Dân địa phương gọi chúng là tuktu, trong ngôn ngữ Inuinnaqtun/Inuktitut, và viết như là ᕐᑯᑦᓯᑦᑐᒥᑐᒃᑐ trong ngôn ngữ của người bản địa. Tuần lộc Bắc Cực là một nguồn thực phẩm chính cho người Inuit từ hàng ngàn năm nay. Sự săn bắn và chăn nuôi tuần lộc hoang dã và tuần lộc nuôi (để lấy thịt, da, sữa, gạc và dùng trong giao thông vận tải) là quan trọng đối với người ở Bắc Cực và một số người cận Bắc Cực. Phân loài này được đặt tên sau khi Robert Peary ghi nhận phân loài này.

## Đặc điểm

### Mô tả

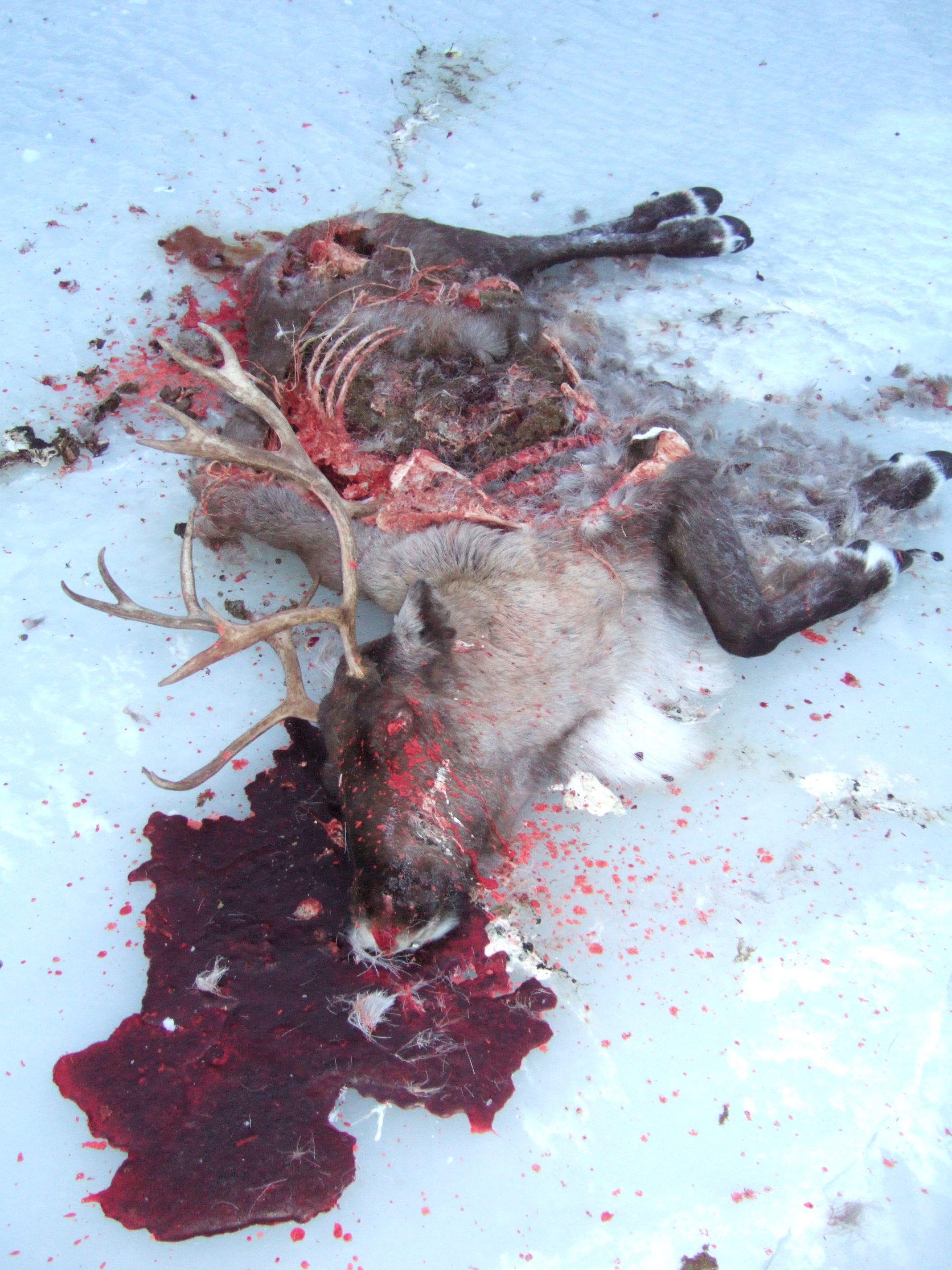
Xác một con tuần lộc Bắc Cực

Tuần lộc Bắc Cực là phân loài nhỏ nhất của tuần lộc ở Bắc Mỹ, với con cái có thể nặng trung bình 60 kg (130 lb) và con đực 110 kg (240 lb). Chiều dài trung bình của con cái dài 1,4 m (4,6 ft) và con đực 1,7 m (5,6 ft). Giống như các loài tuần lộc khác, cả con đực và con cái có gạc. Các con đực trưởng gạc của chúng xuất hiện từ tháng Ba đến tháng Tám và con cái thì từ tháng Sáu đến tháng Chín, và trong cả hai trường hợp, chúng sẽ rụng vào tháng Mười. Tuần lộc có một cặp sừng dài, nhiều nhánh, mọc lộn xộn không quy tắc.
Cơ thể tuần lộc được bao phủ bởi lớp lông có khả năng giữ không khí. Lớp không khí trong lông giúp cơ thể chúng cô lập với môi trường xung quanh. Mình chúng phủ 2 lớp lông dày. Lớp lông ngoài là lông mao ống chứa đầy không khí vừa dài vừa tròn, lớp lông trong là lông nhung mềm mại và dày, giữa các lông nhung cũng bão hòa không khí. Lớp mỡ dưới da của tuần lộc cũng rất dày. Nhờ đó chúng sống thoải mái, không co ro giữa thế giới băng giá. Bộ lông của tuần lộc là màu trắng xám và dày lên vào mùa đông. Trong mùa hè, nó trở nên ngắn và sẫm màu hơn, gần như đá phiến-màu xám. Bộ lông được tạo thành tóc rỗng giúp để giữ không khí nóng và cách nhiệt của tuần lộc.
Hệ tuần hoàn của tuần lộc còn có khả năng giúp máu lạnh trong các chi hấp thụ nhiệt từ nguồn máu nóng trong thân của chúng. Con đực trưởng thành về mặt tình dục sau hai năm và những con cái sau ba năm. Chúng ăn những loại cỏ có sẵn trong môi trường sinh sống của chúng như cỏ, địa y và nấm. Đặc biệt chúng có thể tận hưởng những cây hồ nhĩ tím và trong mùa hè. Có thể thấy, chúng ăn thực vật, thức ăn chủ yếu của chúng là địa y và rêu. Nó cũng ăn lá liễu, cỏ và nấm tươi.
Móng guốc của chúng khá sắc và có hình dạng như một cái xẻng để có thể khai thác thông qua việc bới tuyết để tìm thức ăn. Nó còn có 4 chân guốc khác hẳn với các giống hươu khác: 4 ngón chân guốc của mỗi chân đều có giầy sừng lồng vào. Hai bên cạnh giầy rất dài, có thể trực tiếp tiếp xúc với mặt đất. Sừng lồng vào ngón giữa rất rộng, cong như lưỡi cuốc khi chúng đi trên đất bùn hoặc tuyết xốp, các ngón tõe ra làm thành một loại giầy trượt tuyết, đồng thời cũng là công cụ bới tuyết rất khỏe. 4 chân linh hoạt và khỏe mạnh với 4 guốc chân to cứng đào tuyết sau xuống khoảng 1m để tìm thức ăn.

### Thích nghi
Phân loài tuần lộc Bắc Cực đã tự tìm ra được giải pháp để thích nghi với những điều kiện khí hậu khắc nghiệt ở Bắc Cực. Chúng đã từ bỏ việc sử dụng đồng hồ sinh học của cơ thể-cơ chế thích nghi với sinh hoạt ngày và đêm ở những sinh vật khác. Tuần lộc đã từ bỏ nhịp điệu sinh học 24 giờ quen thuộc để thích nghi với điều kiện khắc nghiệt. chúng đôi khi cũng chợp mắt (dù rất hiếm hoi) xen kẽ giữa những hoạt động căng thẳng. chạy nhảy trong mùa đông và mùa hè dường như bị chi phối bởi hệ tiêu hoá hơn là ánh mặt trời, và tuần lộc ăn bất cứ khi nào thời tiết cho phép. Chế độ ăn tự do này là phù hợp nhất với kiểu tiêu hoá có vi khuẩn hỗ trợ của tuần lộc và các loài có móng khác.
Trong trường hợp này, việc sở hữu chiếc đồng hồ sinh học yếu có vẻ như có lợi cho chúng. Việc không dùng đến đồng hồ sinh học, ngày và đêm không còn ý nghĩa gì lắm với tuần lộc. chất melatonin này dường như không tìm thấy ở tuần lộc. Các nhà nghiên cứu chỉ ra rằng, mức độ melatonin dường như là bằng hoặc thậm chí là dưới mức có thể phát hiện vào thời gian ban ngày ở những con tuần lộc này. Khi bóng tối xuống, sự tập trung melatonin hoàn toàn chấm dứt, chúng chỉ xuất hiện trở lại vào ban ngày.
Ngoài ra, mắt của loài tuần lộc Bắc Cực thay đổi theo mùa để thích nghi với sự thay đổi ánh sáng trong năm. loài tuần lộc sống ở Bắc Cực cũng có một lớp tế bào tapetum lucidum (TL) ở sau võng mạc, giúp phản chiếu các bước sóng ánh sáng khác nhau bằng cách thay đổi màu sắc. Khi tiếp xúc với ánh sáng mặt trời vào mùa hè, lớp tế bào tapetum lucidum của tuần lộc chuyển sang màu vàng, phản chiếu phần ánh sáng quan trọng trở lại thông qua võng mạc. Vào mùa đông, lớp tế bào chuyển sang màu xanh đậm, hạn chế lượng ánh sáng được phản xạ vào mắt. sự thay đổi này làm phân tán ánh sáng thông qua cơ quan tiếp nhận ánh sáng ở sau mắt, nhờ đó làm tăng độ nhạy cảm của võng mạc trong những tháng mùa đông. Việc thay đổi màu mắt cũng giúp tuần lộc tăng khả năng phát hiện kẻ thù. Các nhà khoa học cho rằng tuần lộc nhìn thấy được ánh sáng UV ở Bắc Cực và khả năng này thậm chí giúp chúng phát hiện gấu Bắc Cực.

## Tập tính
Chúng hiếm khi di chuyển hơn 150 km (93 dặm) từ bãi kiếm ăn mùa đông vào những người mùa hè. Số lượng tuần lộc di cư có thể lên đến 100.000 con. Tuần lộc thường di cư từ tây sang đông để tìm kiếm những cây non làm thức ăn trong thời gian sinh sản. Chúng có thể chạy nhanh hơn Sói đồng Bắc Cực là kẻ thù chính của chúng, chúng cũng là những tay bơi cừ. Tuần lộc Bắc Cực thường đi theo nhóm nhỏ không quá mười hai trong mùa hè và bốn trong mùa đông. Loài tuần lộc Bắc Cực thường di cư từ Canada và Alaska để tới vùng đồng bằng bên bờ biển Bắc Cực. Mục tiêu cuộc hành trình của những đàn tuần lộc là tìm kiếm nguồn thức ăn giàu dinh dưỡng phục vụ cho mùa sinh sản.
Thói quen của tuần lộc hoang dã là di cư tập thể, hàng năm cứ đến mùa đông, hàng vạn con tuần lộc tụ tập lại thành đàn lớn di chuyển xuống phía Nam sát với rìa đất đóng băng có rừng cây. Tháng 10-11 là mùa giao phối của tuần lộc trên đường đi trú đông. Con đực sau một trận kịch chiến giành thắng lợi, được giao phối với con cái. Sau đó con đực tụ hội thành một đàn mấy con tiếp tục đi về phương Nam, còn những con cái mang thai và những con non thường dừng lại dọc đường. Mùa xuân năm sau, tuần lộc lại đi về phương Bắc đến tận bờ Bắc Băng dương. Thông thường, con mẹ dẫn đường. Đến tháng 4-5, chúng đã trở lại nơi quen thuộc của vùng đất đóng băng yên tĩnh.

## Nguy cơ
Phân loài tuần lộc này có thể gián tiếp bị ảnh hưởng bởi biến đổi khí hậu vì băng biển tan ở Bắc Cực. biển tan dẫn đến số lượng tuần lộc con được sinh ra ít hơn và số lượng tử vong cao hơn ở Greenland. Nhóm này có thể liên kết việc băng tan ở biển băng Bắc Cực với sự thay đổi trong thời gian thực vật phát triển trên đất liền, đều dẫn đến sự giảm số lượng cá thể con trong vùng này. sự gia tăng ngày càng sớm hơn bắt đầu từ mùa sinh trưởng của thực vật, một sự thay đổi không phù hợp với sự sinh sản sớm hơn của tuần lộc trong vùng. Sự sụt giảm lượng băng ở biển cũng liên quan tới sự tăng lên của nhiệt độ trên đất liền ở nhiều vùng ở Bắc Cực.
Có một nghiên cứu để biết được nơi cư trú và tình trạng của loài hươu Bắc Cực, xác định hành trình di chuyển của chúng trên quần đảo, đồng thời thu thập toàn bộ tư liệu sinh học để tiến hành theo dõi loài hươu này trong môi trường sống tự nhiên. Sự sống loài hươu Bắc Cực hoang dã, được bảo vệ tại quần đảo "Đất mới” cùng với hải mã Đại Tây dương, phụ thuộc trực tiếp vào con người, khả năng bố trí hoạt động hợp lý tại Bắc Cực của con người.
Những chuyến bay bằng trực thăng trên những vùng đất cực kì hoang vu và lạnh giá cho thấy số lượng đàn hươu Bắc cực còn rất ít. Chúng thẫn thờ đi lại trên những vùng đất bạc trắng, hầu như không thấy vết tích của cỏ cây để giúp dạ dày của chúng bớt đói. Người ta cũng nhận thấy rằng, loài hươu xứ lạnh này cũng giao phối rất thưa thớt, có lẽ do đói và lạnh, nên sự sinh sản cũng rất ít. Chúng không sợ người, thường xuyên đến gần những túp lều một cách không e ngại, nhất là vào ban đêm. Hoặc là chúng hay dễ nổi giận hơn, sẵn sàng xông vào giao chiến một cách vô cớ, nhưng những lần đâm húc ấy diễn ra không dài.

## Chuyên khảo
- Larter, Nicholas C, and John A Nagy. 2001. "Variation between Snow Conditions at Peary Caribou and Muskox Feeding Sites and Elsewhere in Foraging Habitats on Banks Island in the Canadian High Arctic". Arctic, Antarctic, and Alpine Research. 33, no. 2: 123.
- Maher, Andrew Ian. Assessing Snow Cover and Its Relationship to Distribution of Peary Caribou in the High Arctic. Ottawa: Library and Archives Canada = Bibliothèque et Archives Canada, 2006. ISBN 0-494-05053-5
- Manning, T. H. The Relationship of the Peary and Barren Ground Caribou. Montreal: Arctic Institute of North America, 1960.
- Miller, F. L., E. J. Edmonds, and A. Gunn. Foraging Behaviour of Peary Caribou in Response to Springtime Snow and Ice Conditions. [Ottawa]: Environment Canada, Canadian Wildlife Service, 1982. ISBN 0-662-12017-5
- Northwest Territories. (2001). NWT peary caribou Rangifer tarandus pearyi. NWT species at risk fact sheets. [Yellowknife]: Northwest Territories Resources, Wildlife and Economic Development.
- Tews, Joerg, Michael A D Ferguson, and Lenore Fahrig. 2007. "Potential Net Effects of Climate Change on High Arctic Peary Caribou: Lessons from a Spatially Explicit Simulation Model". Ecological Modelling. 207, no. 2: 85.